# Please Please Me
Please, Please Me је први студијски ЛП-албум рок-састава, Битлси. Први пут је објављен на територији Уједињеног Краљевства 22. марта 1963. године, да би у САД био објављен у делимично измењеном облику нешто касније те године под називом Meet the Beatles. 

## Концепт
Битлси су се одлучили на поуздан корак у прављењу хит-албума, искористивши обе песме са сингла Love me Do, сингл Please, Please Me које су постигле значајан успех (17., односно 2. место на топ-листама).
Укупно, на овом албуму се налази 14 песама, од којих је 8 написао ауторски тандем Ленон/Макартни, а остале други рок-аутори, које су Битлси ценили.

## Назив и омот
Према Мартиновим речима, албум је најпре требало да се зове Off the Beatles. Након успеха сингла Please, Please Me, за назив албума је изабран назив тог сингла. Прва идеја за омот је била да се група просто фотографише испред студија, међутим, ипак је одлучено да се уради нешто сложенији омот, па је то учињено у згради преко пута студија Еби Роуд, где је албум сниман. На слици (видети са десне стране) Битлси стоје на степеништу дотичне зграде. Идеја фотографије је касније искоришћена као мотив за несуђену верзију ЛП-албума Get Back (касније Let it Be), с тим што су Битлси тада фотографисани у хипи-стилу. Оба омота су искоришћена за 2 плоче (данас ЦД-а) једне од првих ЛП-колекција њихових хитова.

## Снимање
Чак 10 песама је снимљено у једном дану (и једном даху) — 11. фебруара 1963. године, за свега 12 сати рада. Love me Do и P.S. I Love You су снимљене тачно 5 месеци раније, за сингл, баш као и песме Please, Please Me и Ask Me Why које су снимљене 26. новембра претходне године.

## Успех
У избору магазина "Ролинг Стоун", овај албум је изабран за најбољи рани албум групе (тј. пре "Rubber Soul"-a). Убрзо је заузео челну позицију на топ-листама у Европи, а и у САД под називом "Meet the Beatles", што је групи омогућило велику славу, а настала је и Битлманија.

## Песме
Све песме су написали Пол Макартни и Џон Ленон, написано као Макартни/Ленон, изузев где је назначено. Касније је то промењено у много познатије: "Ленон/Макартни" за наредни албум, With the Beatles.

### Прва страна
1. – 2:55
2. – 1:50
3. (Артур Александер) – 2:57
4. (Гери Гофин, Керол Кинг) – 2:26
5. (Диксон/Фарел) – 2:27
6. – 2:27
7. – 2:04

### Друга страна
1. – 2:22
2. – 2:05
3. (Мек Дејвид, Барни Вилијамс, Барт Бакарач) – 2:38
4. – 1:59
5. (Боби Скот, Рик Мерлоу) – 2:05
6. – 1:52
7. (Берт Бернс, Фил Медли, Берт Расел) – 2:33